# Franz II. Joseph von Lothringen
Franz Anton Joseph von Lothringen (* 8. Dezember 1689 in Innsbruck; † 25. Juli 1715 in Lunéville) war Sohn von Herzog Karl V. von Lothringen und dessen Gemahlin Eleonore Maria Josepha von Österreich und als Franz II. Joseph Fürstabt der Reichsklöster Stablo und Malmedy. Sein Bruder Karl Joseph von Lothringen (1680–1715) war Bischof von Olmütz und Osnabrück sowie Erzbischof und Kurfürst von Trier.

## Leben
Am 4. November 1704 kam Franz Anton Joseph nach dem Verzicht des Domherrn Alex Anton von Nassau in den Besitz einer Lütticher Dompräbende. In Köln war er Domherr von 1701 bis zu seinem Tode im Jahre 1715. In Münster war er im Jahre 1715 Domherr. 
1704 wurde Franz Joseph Abt der Klöster Stablo und Malmedy.
Da sein Bruder Karl Joseph nicht in drei Hochstiften Bischof sein konnte und Franz Joseph als Koadjutor nicht rechtzeitig in Olmütz installiert werden konnte, ging das Bistum Olmütz dem Haus Lothringen 1711 verloren.